# Station Abbey Wood
Abbey Wood is een station van National Rail in Abbey Wood, gelegen in de Royal Borough of Greenwich in het zuidoosten van de Britse metropool Groot-Londen. Het station is eigendom van Network Rail en wordt beheerd door Southeastern. Alfabetisch gezien is het het eerste National Rail-station in het VK, het laatste is Ystrad Rhondda in Zuid-Wales. De perrons bevinden zich in de Royal Borough of Greenwich met de stationsingang in de London Borough of Bexley.

## Geschiedenis
Het station werd geopend door de South Eastern Railway op 30 juli 1849. In 1899 werd deze overgenomen door de South Eastern en Chatham Railway, die op haar beurt in 1923 onderdeel werd van de Southern Railway. In 1948 werden de Britse spoorwegen genationaliseerd in British Railways (BR) en ging het station over in de Southern Region van BR. In de jaren 80 van de 20e eeuw werd BR verdeeld in sectoren en werd het station bediend door Network SouthEast tot de privatisering van British Railways.
Tijdens de jaren 60 van de 19e eeuw gebruikte William Morris een versierde wagen om te pendelen tussen dit station en zijn nieuwe huis in Red House, Bexleyheath, af en toe met zijn excentrieke en artistieke gasten.
Het loket in Abbey Wood werd in november 1986, als een van de eerste, uitgerust met het kaartverkoopsysteem APTIS dat eind jaren 80 op alle stations in het Verenigd Koninkrijk te vinden was en tot 2007 in bedrijf bleef.
In het begin van de 21e eeuw lag er een plan voor vrije busbanen, Greenwich Waterfront Transit, maar het project werd in 2009 geannuleerd door burgemeester van Londen Boris Johnson wegens gebrek aan geld.
In 2008 werd de crossrail act aangenomen die de aanleg van de Elizabeth Line mogelijk maakte. Deze snelle spoorverbinding van Transport for London met het centrum van Londen en de luchthaven Londen Heathrow kreeg Abbey Wood als eindstation van de zuidoostelijke tak van deze lijn.
In augustus 2015 werd voorgesteld om de Overground ten zuiden van Barking te verlengen naar Abbey Wood via Thamesmead. Het deel van Barking naar Barking Riverside op de noordoever van de Theems is al bevestigd en het is mogelijk dat de verdere verlenging naar Thamesmead en Abbey Wood op de zuidoever zal volgen.
In 2016 stelde de burgemeester Sadiq Khan ook een verlenging van de DLR naar Thamesmead en Abbey Wood voor. Hiertoe zou dan vanaf Gallions Reach een tunnel komen naar Thamesmead en Abbey Wood.
In 2021 is voorgesteld om een aantal diensten op de Elizabeth Line te laten doorrijden naar Gravesend, de route is vastgelegd en zou een van de twee eindsporen bij Abbey Wood gebruiken en dan doorrijden over ofwel bestaande sporen die dan zouden moeten worden voorzien van bovenleiding voor 25 kV ≈ ofwel afzonderlijke nog te bouwen eigen sporen naar Gravesend.

## Stationsgebouw
Het stationsgebouw uit 1849 was een typisch bakstenen gebouw van de South Eastern Railway met metalen perronoverkappingen. Het ligt op 18,6 km ten zuidoosten van Charing Cross. In 1987 werd een nieuw station gebouwd dat in 2015 werd gesloopt als voorbereiding op crossrail. Network Rail bouwde een tijdelijk stationsgebouw om dienst te doen tijdens de bouw van het nieuwe gebouw voor de Elizabeth Line. Het nieuwe station is ontworpen door architectenbureau Fereday Pollard en staat boven de sporen langs de Harrow Manorway die hier het spoor kruist over een viaduct. Het station is geheel rolstoeltoegankelijk, zo wordt het stationsplein geflankeerd door liften en vaste trappen naar de lager gelegen straten naast het station en liggen de bushaltes op hetzelfde niveau als de stationshal. De twee eilandperrons zijn met liften en vaste trappen met de stationshal verbonden. Aan de westkant van de perrons is een loopbrug die beide perrons met elkaar verbindt. Het nieuwe gebouw is op 23 oktober 2017 geopend.

## Reizigersdiensten
Het is het dichtstbijzijnde treinstation naar de buitenwijk Thamesmead, dat met lokale bussen met het station is verbonden. De treindiensten in Abbey Wood worden geëxploiteerd door Southeastern en Thameslink met treinstellen van klasse 376, 465, 466, 700 en 707.
De normale treindienst in de daluren omvat:
- 2 ritten per uur naar London Cannon Street via Greenwich
- 2 ritten per uur naar Londen Charing Cross via Lewisham
- 2 ritten per uur naar Luton via Greenwich
- 2 ritten per uur naar Crayford, via Sidcup en Lewisham. terug naar London Cannon Street
- 2 ritten per uur naar Dartford
- 2 ritten per uur naar Rainham via Dartford en Gravesend

Tijdens de spitsuren wordt het station ook bediend door directe treinen van en naar Bexleyheath en Barnehurst.
Sinds 24 mei 2022 is Abbey Wood het eindpunt van een van de twee oostelijke takken van de Elizabeth Line en biedt een overstap tussen de hier eindigende diensten op de Elizabeth Line (12 treinen per uur) en de bestaande treindiensten. Deze overstap is vooralsnog het alternatief voor het laten doorrijden van de Elizabeth Line over bestaand spoor, aangezien dat overbelast is en de diensten op de Elizabeth Line kan verstoren.